# Fiat 308
Il Fiat 308 è un autobus prodotto dal 1971 al 1978.

## Progetto
Il Fiat 308 viene progettato nei primi anni '70 per sostituire il precedente Fiat 309, primo autobus prodotto dalla Fiat Veicoli Industriali senza essere derivato dalla meccanica di un autocarro, come fino ad allora era consuetudine. Prodotto in allestimento interurbano e gran turismo, veniva assemblato nello stabilimento CANSA di Cameri (NO).
Il Fiat 308 era inoltre venduto come telaio nudo destinato a carrozzieri; alcune delle aziende che hanno "vestito" questo modello sono Menarini, Dalla Via, Orlandi, Garbarini,  Barbi, Padane e Minerva.

## Tecnica
Il Fiat 308 era equipaggiato con il motore 8200.12 da 6 cilindri in linea, con cilindrata di 9.819 cm³ ed erogante 194 cv di potenza. Il cambio era meccanico a 4 o 5 rapporti. La particolarità di questo modello era la presenza del motore al centro del telaio, nella configurazione detta "a sogliola".

## Versioni
Ecco un riepilogo delle versioni prodotte:

### Fiat 308
- Lunghezza: 9,5 metri
- Allestimento: Interurbano, Gran Turismo
- Alimentazione: Gasolio
- Posti:

### Fiat 308L
- Lunghezza: 10,2 metri
- Allestimento: Interurbano, Gran Turismo
- Alimentazione: Gasolio
- Posti: 43 + 1

## Diffusione
Il 308 ha avuto una notevole diffusione in Italia, rappresentando negli anni '70 la "corriera" per antonomasia. Anche grazie alla sua versatilità è stato impiegato da numerosissime aziende per i servizi più svariati; un gran numero di vetture, terminato il servizio di linea, è stato trasformato in mezzo per scuola guida.